# Yamit
 (décembre 2022).
Si vous disposez d'ouvrages ou d'articles de référence ou si vous connaissez des sites web de qualité traitant du thème abordé ici, merci de compléter l'article en donnant les références utiles à sa vérifiabilité et en les liant à la section « Notes et références ».
Yamit (en hébreu : ימית) était le nom d'une colonie israélienne dans la péninsule du Sinaï en Égypte, établie après la guerre des Six Jours de 1967. Cette colonie de peuplement exista jusqu'en 1982, à l'application du traité de paix israélo-égyptien et du retrait israélien.

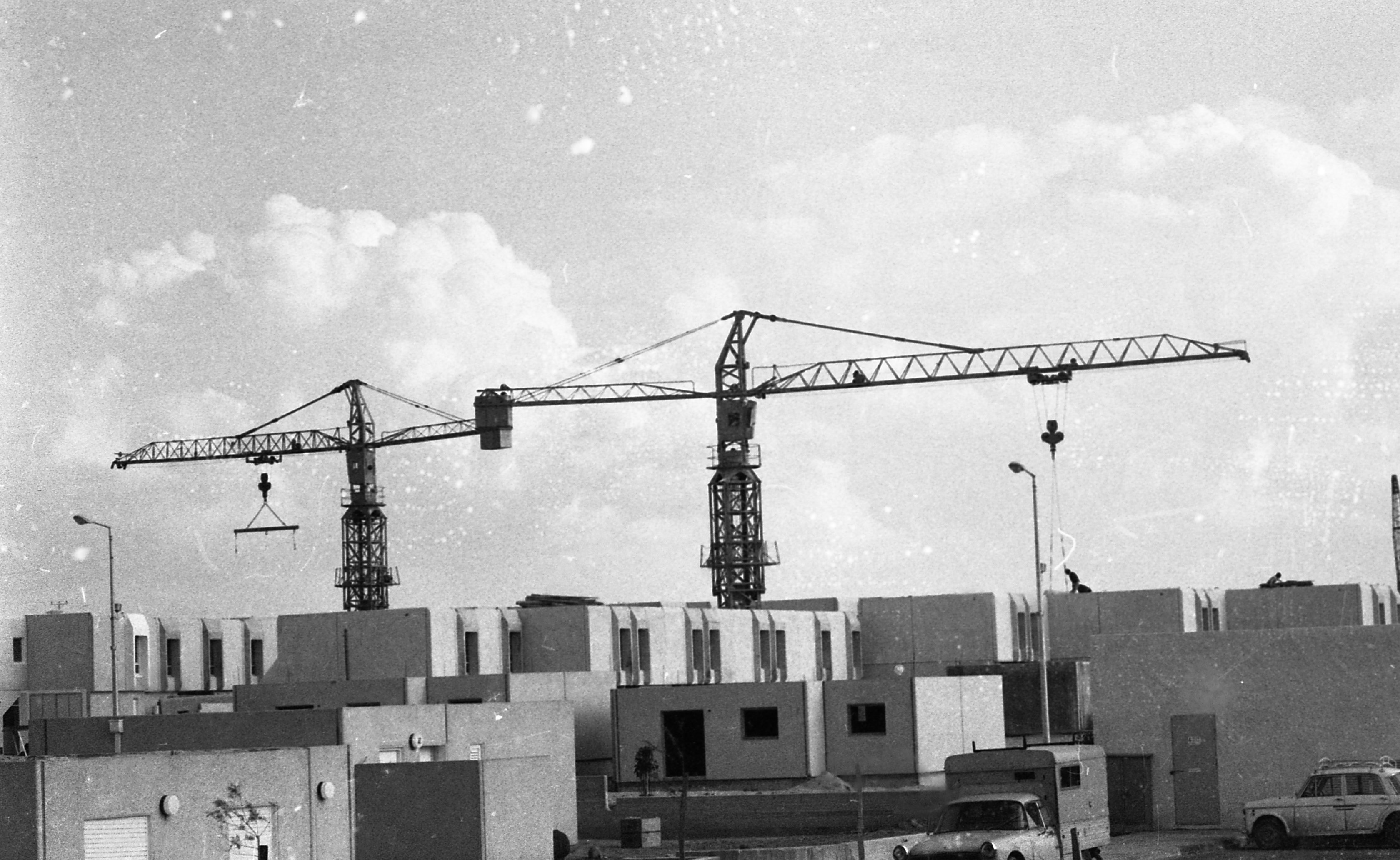
Constructions dans la colonie israélienne de Yamit, en 1977.

La ville fut construite sur une terre tribale bédouine d'où 1500 familles de la tribu Al-Ramilat furent expulsés en secret sous les ordres du ministre de la défense Moshe Dayan et de Ariel Sharon. Située dans la plaine de Rafah, au sud de la bande de Gaza, Yamit devait devenir une grande ville portuaire. Malgré la construction de logements neufs et relativement abordables, Yamit n'a jamais pu attirer assez d'habitants pour en faire un port commercial.
Un accord entre Israël et l'Égypte stipulait que l'Égypte pourrait verser 80 millions de dollars pour récupérer les infrastructures et les maisons construites par les Israéliens. Toutefois, le Premier ministre Menahem Begin décida à la dernière minute de tout raser. D'après l'ambassadeur israélien en Égypte à cette époque, Begin craignait plus tard un retour des anciens habitants israéliens et des incidents avec les éventuels futurs résidents égyptiens.
La décision de tout raser fut mal perçue par l'opinion publique égyptienne qui a nourri un fort ressentiment contre Israël malgré son retrait.